# Нижний Пидж
Нижний Пидж — река в России, протекает по Троицко-Печорскому району Республики Коми. Устье реки находится в 1325 км от устья Печоры по правому берегу. Длина реки составляет 20 км, площадь водосборного бассейна — 97 км².
Исток реки в болоте Пиджкишнюр в 18 км к северу от деревни Русаново. В верхнем и среднем течении течёт на юг, в нижнем резко поворачивает на северо-запад. Русло сильно извилистое, в низовьях образует многочисленные старицы. Всё течение проходит по ненаселённому заболоченному таёжному лесу, на берегах несколько охотничьих изб и бараков. Приток — Ванъёль (левый). Впадает в Печору в 8 км ниже деревни Русаново.

## Данные водного реестра
По данным государственного водного реестра России, относится к Двинско-Печорскому бассейновому округу, водохозяйственный участок реки — Печора от истока до водомерного поста у посёлка Шердино, речной подбассейн реки — бассейны притоков Печоры до впадения Усы. Речной бассейн реки — Печора.
Код объекта в государственном водном реестре — 03050100112103000060283.